# زمین‌لرزه ۱۹۳۲ چانگما
زمین‌لرزه چانگما  در تاریخ ۲۵ دسامبر ۱۹۳۲ میلادی، برابر با ‎۴ دی ۱۳۱۱، ساعت ۲:۰۴:۳۱ به زمان یوتی‌سی در چین ، منطقه چانگما رخ داد. ژرفای این زلزله ۲۵ کیلومتر بود. بزرگی آن ۷٫۶ در مقیاس Mw اعلام شده‌است. زمین‌لرزه به وقت محلی در روز یکشنبه، ساعت ۱۰ روی داده و منطقه زمانی آن یوتی‌سی +۸ بوده‌است .
سازمان زمین‌شناسی آمریکا نیز جای این زمین‌لرزه را در مختصات ۳۹°۴۲′شمالی ۹۶°۴۲′شرقی / ۳۹٫۷°شمالی ۹۶٫۷°شرقی و بزرگی آنرا برابر با ۷٫۶ در مقیاس ریشتر اعلام کرده‌است. 
شمار کشتگان زلزله حدود ۲۷۵ نفر بوده‌است.تعداد زخمیان ۳۲۰ نفر برآورده شده‌است.